# 祝典序曲 (ショスタコーヴィチ)
《祝典序曲 イ長調》作品96は、ディミトリー・ショスタコーヴィチが作曲した機会音楽である。

## 概要
簡潔で明晰な楽曲構成と叙情的な旋律ゆえに親しみやすく、ショスタコーヴィチの作品の中でも人気の高いオーケストラ作品の一つである。
1947年8月末に十月革命30周年を記念して作曲されたが、当時は発表されずに終わった。その7年後の1954年、ロシア革命37周年記念演奏会のためにボリショイ劇場管弦楽団からの（もしくはソビエト共産党中央委員会からの）委嘱作品として改作された（ドン＝ヴォルガ運河の開通のため、ともいわれている）。指揮者のワシリー・ネボルシンは、演奏会の幕開けに相応しい新作がないことに気付き、演奏会当日のわずか数日前になって、ショスタコーヴィチに大至急で序曲を書き上げてくれるように打診したのである。ショスタコーヴィチはわずか3日間でその要望に応じ、同年11月6日に初演された。
スターリンの死の翌年に完成されたことから、スターリン体制からの解放を密かに祝って作曲されたのではないかと訝る向きもある。1980年モスクワオリンピックにおいても使用された。
西側諸国では、ボストン・ポップス・オーケストラやロンドン交響楽団によって取り上げられており、ソビエト連邦の崩壊後はオーケストラの定番の曲目になりつつある。

## 曲の構成
ソナチネ形式を採る。活き活きとしたテンポや旋律様式において、あからさまにミハイル・グリンカのオペラ《ルスランとリュドミラ》序曲に倣っており、楽曲は全般的に、非常に伝統的な楽式や和声法に則っている。
トランペットが3拍子で晴れやかなファンファーレを吹き鳴らすと、間もなくクラリネットに、目まぐるしく駆け回るような第1主題（イ長調）が現れる。やがて主旋律が弦楽器に移ってクライマックスが築かれると、やにわにホルンとチェロに第2主題（ホ長調）が現れ、より抒情的な旋律を歌い出すが、速度は変わらない。グリンカの作風を踏まえながらも、展開部においては既出の素材をすべて対位法的に組み合わせるという、ショスタコーヴィチ独自の様式が打ち出されている。やがてファンファーレが戻ると、賑々しいコーダに至る。

## 楽器編成
- 木管楽器
ピッコロ1、フルート2、オーボエ3、クラリネット3、ファゴット2、コントラファゴット1
- 金管楽器
ホルン4、トランペット3、トロンボーン3、チューバ1
- バンダ（ファンファーレの再現部において金管楽器に追加される）
ホルン4、トランペット3、トロンボーン3
- 打楽器
ティンパニ、トライアングル、シンバル、大太鼓、小太鼓、グロッケンシュピール
- 弦楽器
第1ヴァイオリン、第2ヴァイオリン、ヴィオラ、チェロ、コントラバス

## 編曲
吹奏楽用の編曲でも盛んに演奏されている。編曲の際、原曲のイ長調は吹奏楽では演奏しにくい調であるため、半音低い変イ長調や半音高い変ロ長調に移調される。
中でも、ドナルド・ハンスバーガーが編曲した版（変イ長調）が名高い。